# Kaplica Matki Boskiej Częstochowskiej w Cięcinie
Kaplica Matki Boskiej Częstochowskiej w Cięcinie – kaplica w Cięcinie, w parafii św. Katarzyny, położona na polanie Butorzonka.

## Historia
Początki kaplicy wiążą się z obchodami Millenium chrztu Polski. W roku 1965 w miejscach w rejonie Magury pojawiło się kilka małych, zawieszonych na drzewach kapliczek, wyrzeźbionych przez jednego z mieszkańców, który w ten sposób dziękował Matce Boskiej za uratowanie zdrowia.
Jedna z tych kapliczek umieszczona na świerku, przy polanie Butorzonka, zaczęła być otaczana przez mieszkańców szczególną czcią, a jeden z nich zaczął się nią opiekować. Do kapliczki zaczęli też przychodzić okoliczni mieszkańcy, aby się pomodlić. Dalszy los kaplicy wiąże się z inicjatywą kilku mieszkańców Cięciny, którzy postanowili wybudować kapliczkę z kamienia i drewna o wymiarach ok. 30 m². Rozpoczęto ją budować w 1971 roku, jednak władze zaplombowały teren budowy. Nie zniechęciło to jednak inicjatorów i kaplicę zaczęto budować potajemnie.
Kaplica jest wykonana przez rzemieślników z okolicy. Obraz Matki Boskiej Częstochowskiej został namalowany na płótnie przez malarza Władysława Szymańskiego.
Pierwszą Mszę św. w nowej kaplicy odprawiono 18 lutego 1979 roku w intencji narciarzy biorących udział w zawodach narciarskich o Puchar Magury.
W roku 1984 biskup Albin Małysiak dokonał poświęcenia kaplicy, a 29 kwietnia 1989 roku przybył tu kardynał Franciszek Macharski i wziął udział w liturgii słowa wraz z kapłanami z parafii w Cięcinie.